# Belawan Bahari
Belawan Bahari is een bestuurslaag in het regentschap Medan van de provincie Noord-Sumatra, Indonesië. Belawan Bahari telt 11.988 inwoners (volkstelling 2010).